# 자메이카붉은박쥐
자메이카붉은박쥐(Lasiurus degelidus)는 애기박쥐과에 속하는 박쥐의 일종이다. 자메이카의 토착종이다.

## 특징
작은 박쥐로 몸통 길이가 53~57mm이고 전완장이 41.3~46.9mm, 꼬리 길이가 52~53mm, 발 길이가 7.6~8mm이다. 털이 길고 무성하다. 등 쪽 털은 불그스레한 반면에 배 쪽은 약간 밝은 색을 띤다. 핵형은 2n=28, FNa=48이다.

## 생태
동굴 또는 동굴 근처에서 표본이 발견된 기록이 없을 정도로 나무에 매달려 지내는 모습만 관찰된다. 물 위에서 포획된다. 수풀 속에 은신하는 것으로 추정된다. 먹이는 곤충이다. 7월에 포획된 암컷 표본에서 번식 징후를 발견하지 못했다.

## 분포 및 서식지
자메이카의 박쥐 중에서 가장 덜 알려진 종의 하나이다. 자메이카의 여섯 곳에서만 알려져 있다. 해발 최대 400m 이하에서 서식한다.